# روبرت سميرك (مهندس معماري)
السير روبرت سميرك (1 أكتوبر 1780 – 18 أبريل 1867) كان مهندسًا معماريًا إنجليزيًا، وأحد قادة هندسة الإحياء اليوناني المعمارية. كمهندس معماري لمجلس الأشغال العامة البريطانية، قام بتصميم العديد من المباني العامة الكبرى، بما فيها المبنى الرئيسي وواجهة للمتحف البريطاني. كان رائدا في استخدام الأسس الخرسانية.

## الخلفية والتدريب

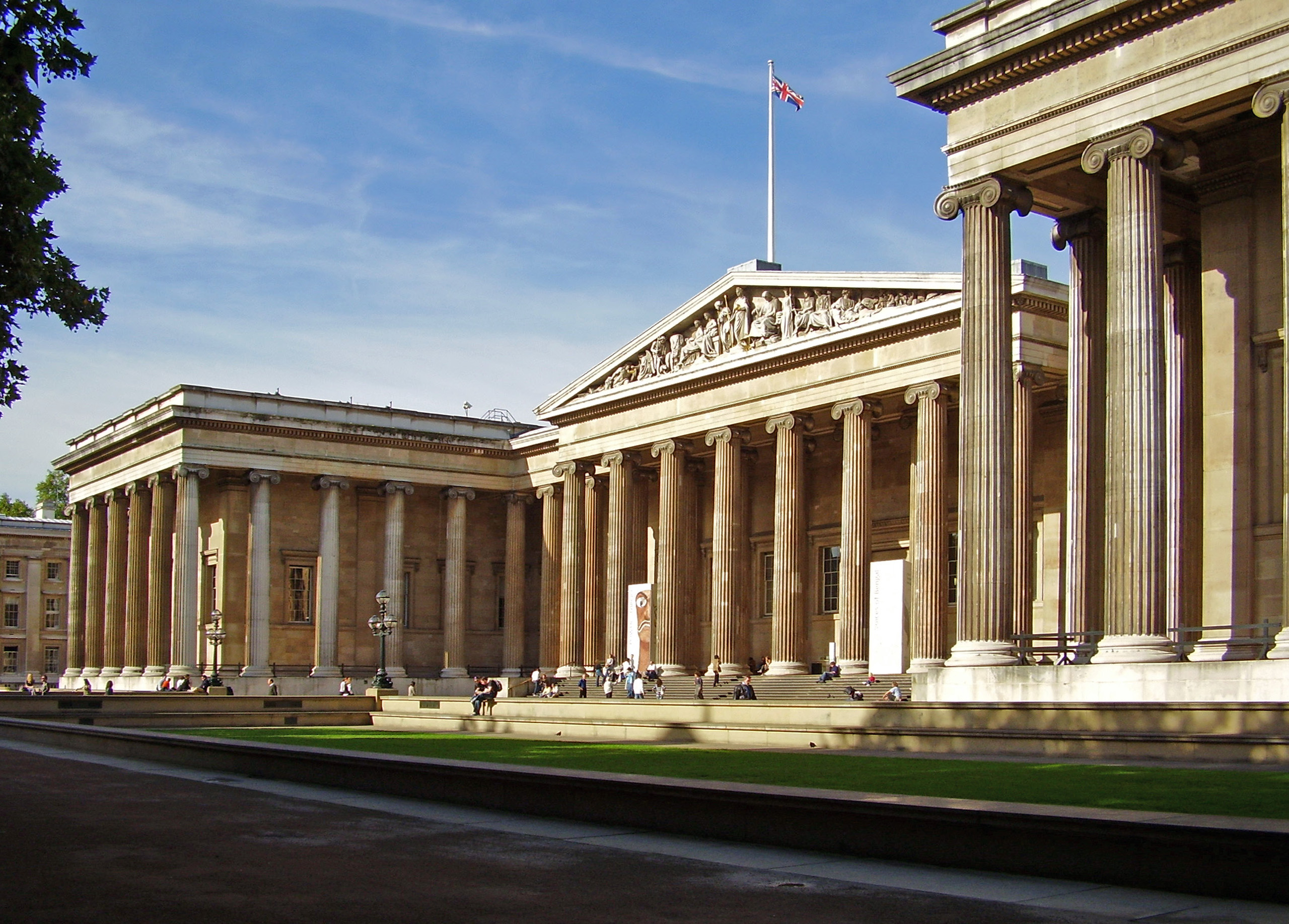
صمم سميرك المبنى الاساسي والواجهة الرئيسية للمتحف البريطاني.

ولد سميرك في لندن في 1 أكتوبر 1780، وهو الابن الثاني لرسام البورتريه روبرت سميرك. كان لسميرك أحد عشر شقيقا. التحق بمدرسة، اسبلي غويس (بيدفوردشير)، حيث درس اللاتينية واليونانية والفرنسية والرسم، وأصبح فتى المُقدّمة في صفه في سن 15. في مايو 1796 بدأ دراسته للهندسة المعمارية كطالب لجون سوان لكنه غادر بعد بضعة أشهر فقط في أوائل عام 1797 بسبب خلاف شخصي مع معلمه. كتب إلى والده:
كان (سوون) صباح يوم الاثنين في واحدة من نوباته الودودة. كل ما كنت افعله كان قذرًا. كانت رسومي قذرة لأنه كان مقياسها كبيرًا جدًا، ومقاسي أنا أيضًا طويل جدًا، وختم بـالقول إن كل شيء كان قذرًا بشكل مفرط، وأنه يجب أن أعيد رسومي على قفا الورقة كي لا أهدر ورقة أخرى.
في عام 1796، بدأ دراسته في الأكاديمية الملكية وحصل على الميدالية الفضية في ذلك العام، كما فاز في نفس العام بجائزة المَلْوَن الفضي من الجمعية الملكية لتشجيع الفنون والصناعة والتجارة. حصل على الميدالية الذهبية للأكاديمية الملكية عام 1799 لتصميمه للمتحف الوطني. بعد مغادرته سوون، اعتمد على جورج دانس الابن وعلى مساح يدعى توماس بوش لتدريبه على الهندسة المعمارية. عام 1801، انطلق برفقة شقيقه الأكبر ريتشارد في الجولة كبرى التي استمرت حتى عام 1805. يمكن تتبع مسار رحلته من خلال سلسلة من الرسائل التي كتبها وقد زار: بروكسل، باريس (اضطر الأخوين ان يتنكروا كأميركيين لأن بريطانيا كانت في حالة حرب مع فرنسا في ذلك الوقت)، برلين، بوتسدام، براغ، درسدن، فيينا. وإيطاليا، بما في ذلك فلورنسا والبندقية وبادوا وجنوة وفيتشنزا وروما ونابولي وصقلية، ثم ذهب إلى اليونان لرؤية كورنث وأثينا ودلفي وطيبة وأولمبيا.
رسم سميرك معظم المباني القديمة في موريا.

## حياته مهنية

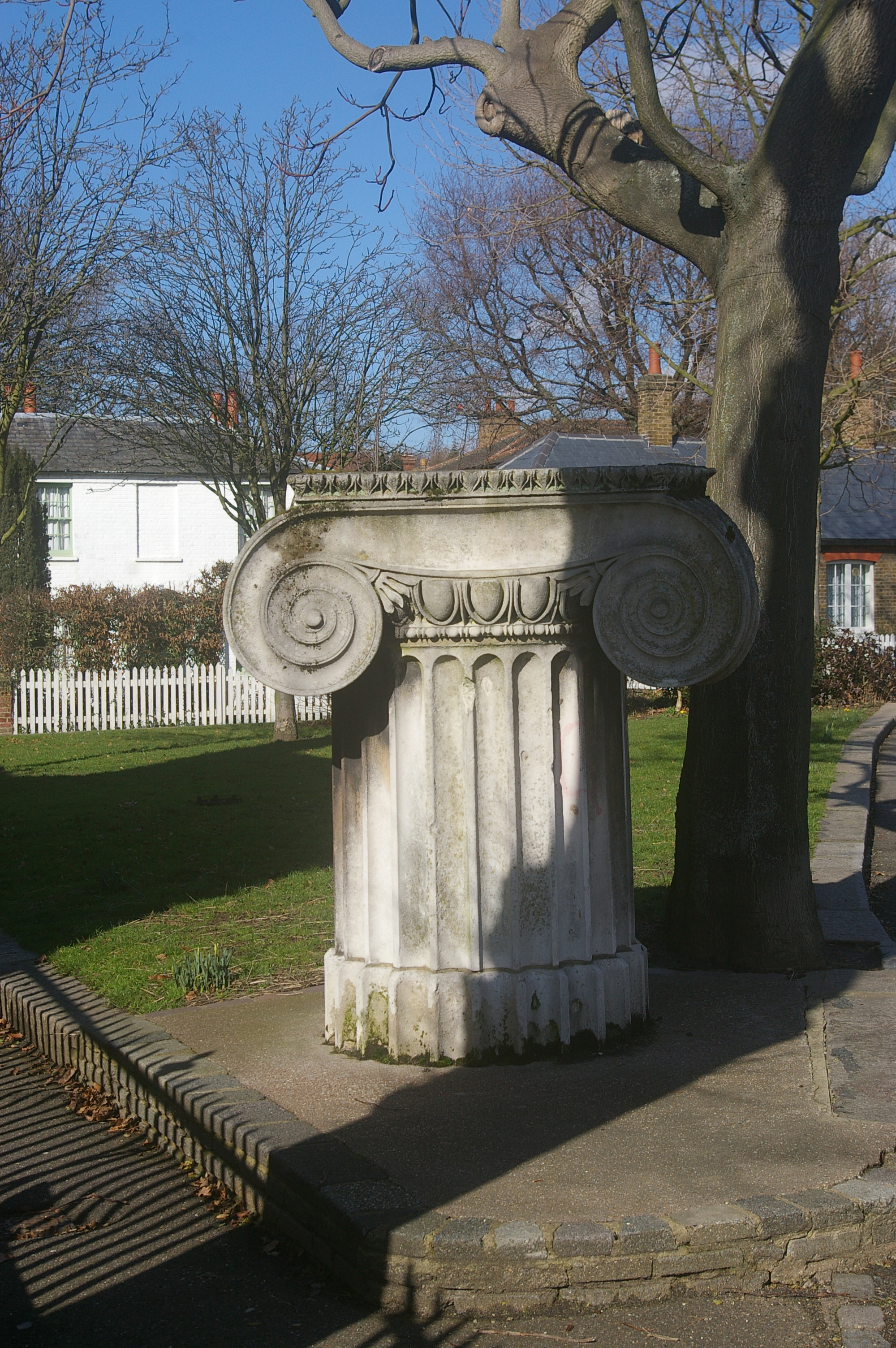
راس عامود إيوني في والثامستو من أعمال سميرك وهو كل ما تبقى من مبنى مكتب البريد السابق في لندن

في عام 1805، أصبح سميرك عضوًا في جمعية آثار لندن ونادي المهندسين المعماريين. جاء أول تعيين رسمي له في عام 1807 عندما تم تعيينه مهندس معماري في دار سك العملة الملكية. تم انتخابه عضوًا مشاركًا في الأكاديمية الملكية في 7 نوفمبر 1808، وأستاذًا أكاديميًا كاملًا في 11 فبراير 1811، ويتألف عمل الدبلوم الخاص به من رسم لإعادة بناء الأكروبوليس في أثينا. عرض خمسة أعمال فقط في الأكاديمية، كان آخرها في عام 1810.
وصلت علاقات سميرك مع سوون إلى أسوأ مستوى بعد أن انتقد الأخير، الذي تم تعيينه أستاذًا للهندسة المعمارية في الأكاديمية الملكية، بشدة تصميم سميرك لدار الأوبرا الملكية في كوفينت جاردن في محاضرته الرابعة في 29 يناير 1810. هو قال:
إلى جانب جون ناش والسير جون سوون، أصبح مهندسًا معماريًا رسميًا لمكتب الأشغال في عام 1813 (وهو منصب شغله حتى عام 1832) براتب قدره 500 جنيه إسترليني سنويًا، وبذلك وصل إلى ذروة مهنته. في عام 1819 تم تعيينه مساح لمبنى الهيكل الداخلي. في عام 1819، تزوج لورا فريستون، ابنة القس أنتوني فريستون، ابن شقيق المهندس المعماري ماثيو بريتنجهام. الطفلة الوحيدة للزواج كانت ابنة لورا. في عام 1820، أصبح مساحًا لدوقية لانكستر، وفي عام 1820 أصبح أيضًا أمين صندوق الأكاديمية الملكية. حصل على وسام فارس عام 1832، وحصل على الميدالية الذهبية الملكية للربا للعمارة عام 1853. عاش سميرك في شارع شارلوت بلندن. توجد لوحة زرقاء تخلد ذكرى إقامته في المبنى. تقاعد من ممارسة مهنته في عام 1845، وبعد ذلك عينه روبرت بيل عضوًا في لجنة تحسينات لندن. في عام 1859، استقال من الأكاديمية الملكية وتقاعد في شلتنهام، حيث عاش في مونبلييه هاوس، سوفولك سكوير. توفي هناك في 18 أبريل 1867 ودُفن في باحة كنيسة القديس بطرس في ليكهامبتون. كانت ممتلكاته تساوي 90 ألف جنيه إسترليني.
من المعروف أنه صمم أو أعاد تصميم أكثر من عشرين كنيسة وأكثر من خمسين مبنى عام وأكثر من ستين منزلاً خاصًا. ألهمت هذه الإنتاجية جوقة جيمس بلانشي عام 1846 في مسرحية أريستوفانيس " الطيور".
كانت الرعاية السياسية سبب سطوع نجم سميرك السريع. كان من أعضاء حزب المحافظين في وقت كان فيه هذا الحزب في مرحله صعوده. تمكن أصدقاؤه في الأكاديمية الملكية، مثل السير توماس لورانس وجورج دانس وبنجامين ويست وجوزيف فارينجتون، من تعريفه إلى رعاة مثل: مركيز أبركورن الأول؛ أول فيسكونت ميلفيل؛ السير جورج بومونت البارون السابع؛ إيرل أبردين الرابع؛ مركيز هيرتفورد الثالث. إيرل باتهورست الثالث؛ جون ماد جاك فولر، وإيرل لونسديل الثاني. ضمن هؤلاء السياسيون والأرستقراطيون تقدمه السريع وكان العديد منهم يكلفون المباني من سميرك بأنفسهم. وصف توماس ليفرتون دونالدسون سميرك بأنه قادر على إرضاء «الرجال الذين كان من المستحيل إرضائهم». قال راعيه في لوثر كاستل ال لونسديل الأول، إنه كان «عبقريًا ومتواضعًا ورجلًا في أخلاقه».

## أسلوبه

### الكلاسيكية
كان أول عمل رئيسي لـسميرك، وهو مسرح Covent Garden الذي أعيد بناؤه، أول مبنى دوري يوناني في لندن. وصف جون سمرسون التصميم بأنه يوضح «كيف يمكن منح مبنى بسيط إحساسًا بالجاذبية بوسائل بسيطة نسبيًا». خلال الجزء الأول من حياته المهنية، كان سميرك، يعمل مع ويليام ويلكينز، الشخصية الرائدة في النهضة اليونانية في إنجلترا. في مكتب البريد العام في لندن في منتصف عشرينيات القرن التاسع عشر، كان لا يزال يستخدم أسلوب العمارة العملاق للأعمدة ا.

### إعادة أحياء الهندسة القوطية

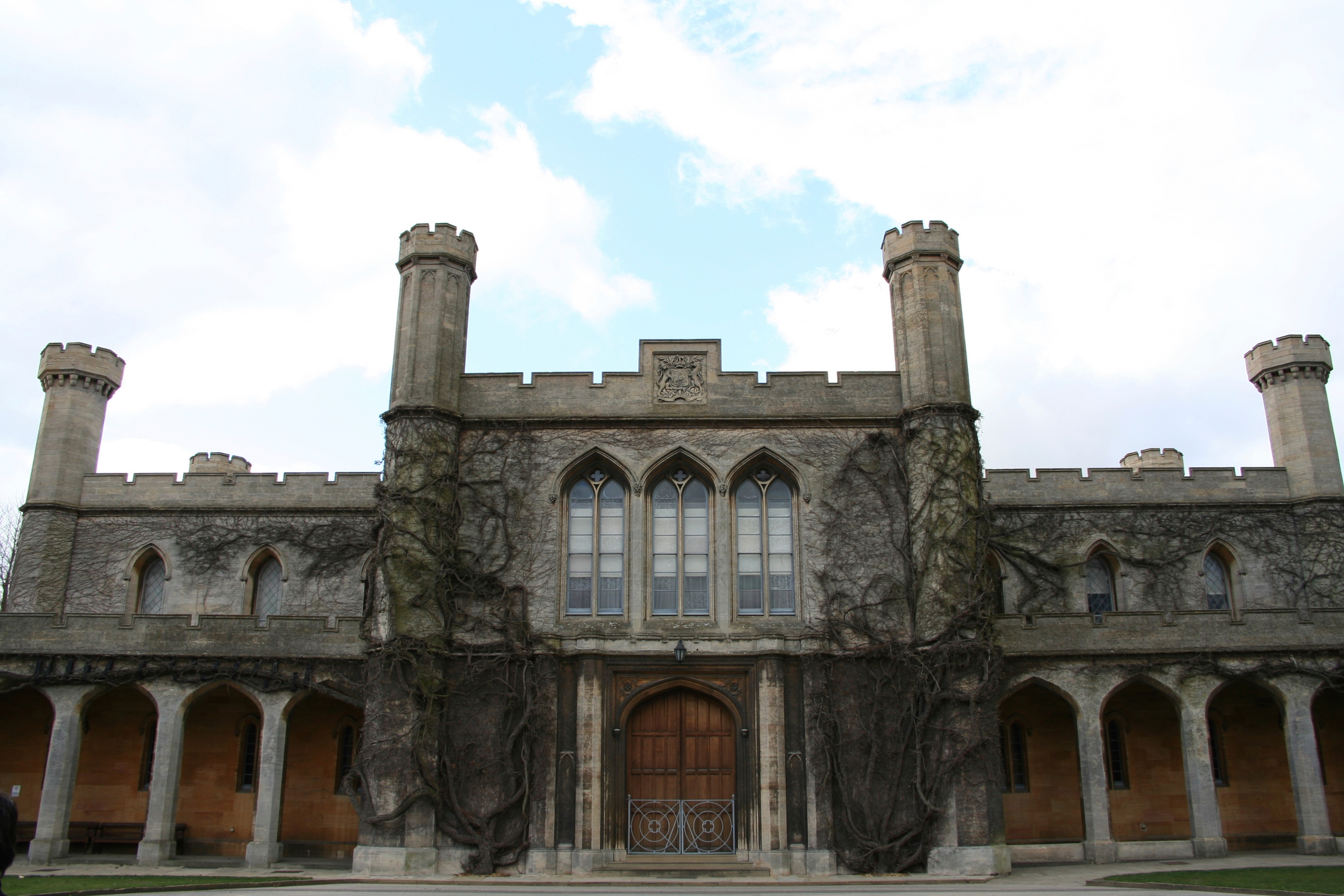
إحياء القوطية في محكمة قلعة لينكولن، لنكولن، 1822-186

جاء سميرك، من وجهة نظر تشارلز لوك إيستليك، في المرتبة الثالثة من حيث الأهمية بعد جون ناش وجيمس وايت، بين المهندسين المعماريين القوطيين من جيله، لكنه انتقد عمله بسبب زخرفته الزائدة..

## الابتكار في البناء
كان سميرك رائدًا في استخدام كل من الخرسانة وحديد الزهر. قال أحد النقاد في عام 1828 في دورية أثينايوم «السيد سميرك له مكانة بارزة في البناء: في هذا المجال ليس له منافس في المملكة المتحدة». كتب جيمس فيرجسون عام 1849، «لقد كان مهندسًا معماريًا من الدرجة الأولى... لم يُظهر أي مبنى من بنائه عيبًا أو فشلًا و... غالبًا ما تم استدعاؤه لإصلاح عيوب زملائه الفنان».
وشملت المشاريع التي استخدم فيها أساسات خرسانية سجن ميلبانك، وإعادة بناء دار الجمارك في لندن والمتحف البريطاني. في البداية كان يتم استدعاؤه عندما يتبين أن الأعمال التي أشرف عليها المهندسون المعماريون السابقون غير مستقرة. تم تصميم السجن في ميلبانك (1812-1821 ؛ هدم عام 1890) من قبل مهندس معماري يُدعى ويليام ويليامز ولكن تم تنقيح خطته من قبل توماس هاردويك. وهو أكبر سجن في أوروبا، ويتألف من فناء مركزي سداسي الشكل مع فناء ممدود خماسي الأضلاع على كل جدار خارجي للفناء المركزي؛ الأركان الخارجية الثلاثة للأفنية الخماسية كان لكل منها برج أعلى من الطوابق الثلاثة لبقية المبنى. بدأ العمل تحت اشرف هاردويك في أواخر عام 1812، ولكن عندما وصل الجدار الحدودي إلى ارتفاع حوالي ستة أقدام، بدأ يميل ويتصدع. بعد 18 شهرًا وإنفاق 26000 جنيه إسترليني، استقال هاردويك. استمر العمل وبحلول فبراير 1816 تم قبول أول السجناء، لكن المبنى تحطم وتحطمت العديد من النوافذ بشكل تلقائي. تم استدعاء سميرك والمهندس جون ريني الأكبر، وأوصوا بهدم ثلاثة من الأبراج وتدعيم المبنى بأكمله بأسس خرسانية وهي أول استخدام معروف لهذه المادة للمؤسسات في بريطانيا من زمن الإمبراطورية الرومانية. تكلفة العمل 70 ألف جنيه إسترليني، وبذلك تصل التكلفة الإجمالية للمبنى إلى 458 ألف جنيه إسترليني.

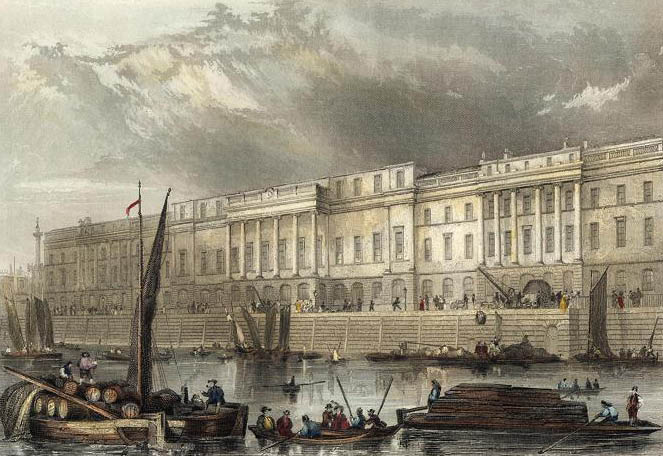
، نهر التايمز أمام دار جمارك لندن

في 1825-1827 أعاد سميرك بناء مركز دار الجمارك في مدينة لندن، بعد فشل أساساته. شُيِّد المبنى من عام 1813 وفقًا لتصميمات ديفيد لينغ. يبلغ طول المبنى 488 قدمًا.أما المبنى الوسطي البالغ طوله 200 قدم فهو عمل سميرك.
استخدم سميرك عوارض حديدية كبيرة لدعم أرضيات صالات العرض العلوية في المتحف البريطاني. وكان يجب أن تمتد هذه العوارض مسافة 41 قدمًا.
هناك مجال آخر كان سميرك مبتكرًا فيه وهو استخدام مساحي الكميات لترشيد أنظمة القرن الثامن عشر المختلفة لتقدير وقياس أعمال البناء.

## كتاباته
في عام 1806 نشر المجلد الأول والوحيد لسلسلة كتب اسمها عينات من العمارة القارية. بدأ سميرك في كتابة أطروحة عن الهندسة المعمارية في حوالي عام 1815 وعلى الرغم من أنه عمل عليها لمدة 10 سنوات لم يكملها أبدًا. في ذلك العمل أبدى إعجابه بهندسة اليونان القديمة. ووصفها بأنها "انبل"، "ابسط، اعظم واروع"، "ومن مزاياها الأخرى هي بساطتها البدائية". هذا يتناقض مع الهندسة المعمارية لروما القديمة التي وصفها بأنها "الذوق الروماني الفاسد"، "فائض الزخرفة هو في جميع الحالات رمز الذوق المبتذل أو المنحط". أما عن الالهندسة المعمارية القوطية وصفها بأنها تم استبدال بقاياها البشعة في كل مكان تقريبًا بمركب فريد وغامض من الأنماط alm3maria".

## تلاميذه وأسرته
كان من بين تلاميذه لويس فوليامي، وويليام بيرن، وتشارلز روبرت كوكريل، وهنري جونز أندروود، وهنري روبرتس، وشقيقه سيدني، المعروف بغرفة القراءة الدائرية في المتحف البريطاني. كان الأخ الآخر، إدوارد سميرك، محامياً وأثرياً. كانت أختهم ماري سميرك رسامة ومترجمة مشهورة.

## في الثقافة الشعبية
يلعب كل من مباني سميرك وروبرت سميرك نفسه دورًا رئيسيًا في جميع أنحاء حبكة البودكاست الخيالي، The Magnus Archives.

## روابط خارجية
- عمل سميرك في كمبريا
- قلعة ايستنور، صممها روبرت سميرك
- لمحة عن مجموعات الأكاديمية الملكية للفنون